# Eteläsatama
Eteläsatama is een baai en haven in de Finse hoofdstad Helsinki. De baai grenst aan de wijken Katajanokka, Kaartinkaupunki, Ullanlinna en Kaivopuisto. Vanuit de haven vertrekken jaarlijks 4,7 miljoen passagiers. De meeste schepen vertrekken naar Tallinn, Stockholm en Suomenlinna maar het is ook een plek waar veel cruiseschepen aanmeren. De haven heeft 8 pieren en 3 terminals.